# Anaphyllum wightii
Anaphyllum wightii är en kallaväxtart som beskrevs av Heinrich Wilhelm Schott. Anaphyllum wightii ingår i släktet Anaphyllum och familjen kallaväxter. Inga underarter finns listade.

## Bildgalleri

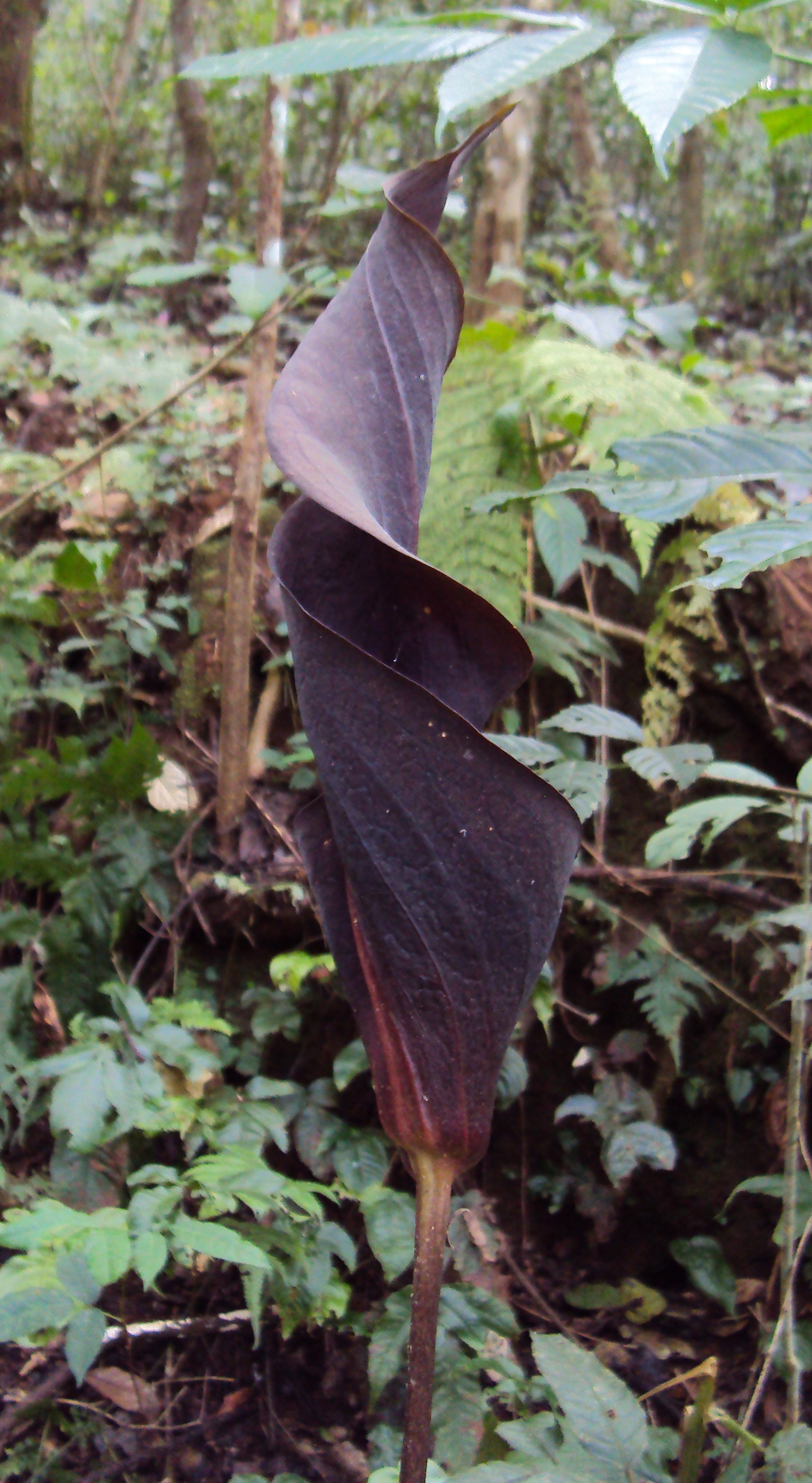
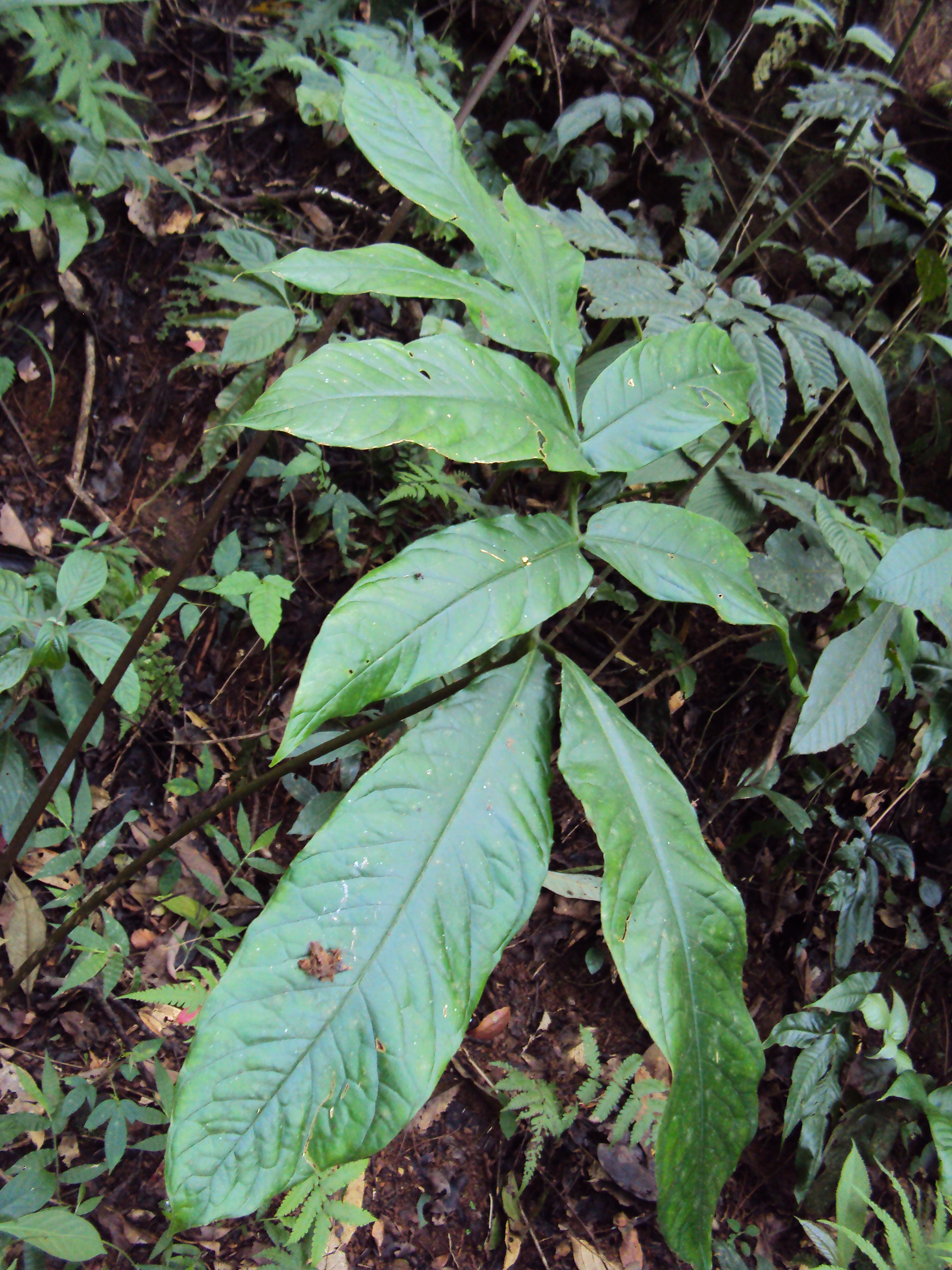
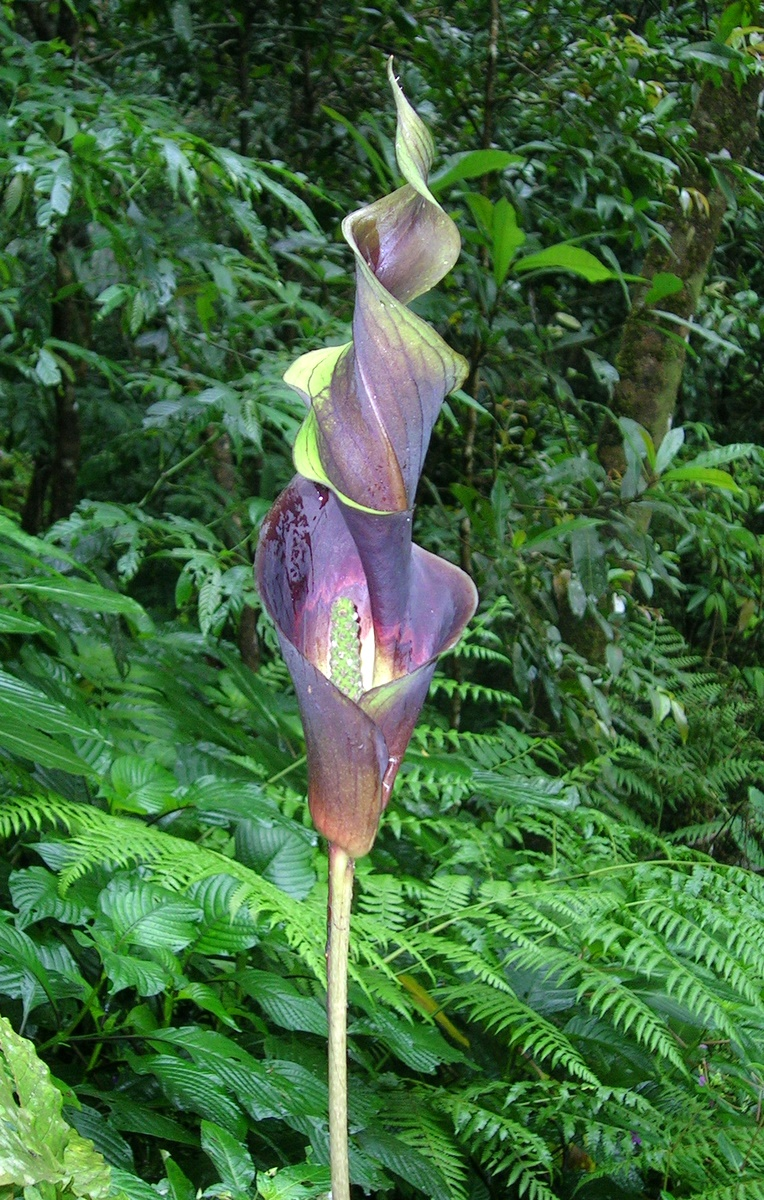